# صياد اليمام (فلم)
صياد اليمام فيلم مصري إنتاج عام 2009 مأخوذ عن الرواية الشهيرة (الصياد واليمام) للروائي إبراهيم عبد المجيد.

## قصة الفيلم
تدور أحداث الفيلم حول شاب يعشق صيد اليمام، كان دائما يمارس هوايته في حديقة صديقه، وكان في كل مكان يصطاد فيه فتاة تعشقه، تتطور علاقاته ورؤيته للحياة، ويصل لسن الأربعين ولا تزال في ذاكرته صيد اليمام وتتوالى الأحداث.

## الممثلون
- أشرف عبد الباقي
- علا غانم
- طلعت زكريا
- صلاح عبد الله
- بسمة
- دنيا عبد العزيز
- لطفي لبيب
- حنان مطاوع
- عبد الله مشرف
- علاء زينهم
- سلوى عثمان
- رؤوف مصطفى
- شريف حلمي
- نبيل عرفه
- وحيد السنباطي
- عزة سعيد
- صبري فواز
- هبة عبد الغني
- مصطفى عباس
- أمل مرسى
- هادي خفاجة

## روابط خارجية
- مقالات تستعمل روابط فنية بلا صلة مع ويكي بيانات